# Huta Julu (Panyabungan Selatan)
Huta Julu is een bestuurslaag in het regentschap Mandailing Natal van de provincie Noord-Sumatra, Indonesië. Huta Julu telt 174 inwoners (volkstelling 2010).